# Шабозеро (озеро, Виноградовский район)
Шабо́зеро — озеро-старица в центральной части Виноградовского района Архангельской области России.

## География
Шабозеро находится в правобережной пойме Северной Двины в муниципальном образовании «Осиновское». Озеро вытянуто с юго-востока на северо-запад — запад, длина — 1,1 км, ширина — до 0,2 км, площадь зеркала — 0,1 км². Расположено на высоте 17,5 м над уровнем моря. Напротив Шабозера, за рекой Конецгорский Полой, расположены конецгорские деревни — Биркина Горка и Зубова Горка. Восточнее Шабозера находится озеро-старица Лигозеро.

## Этимология
Название озера, возможно, происходит от саамского «шаб» — сиг.

## Карты
- Лист карты P-38-39,40 Рочегда. Масштаб: 1 : 100 000.
- Топографическая карта P-38-039-C,D